# Universal Network Objects

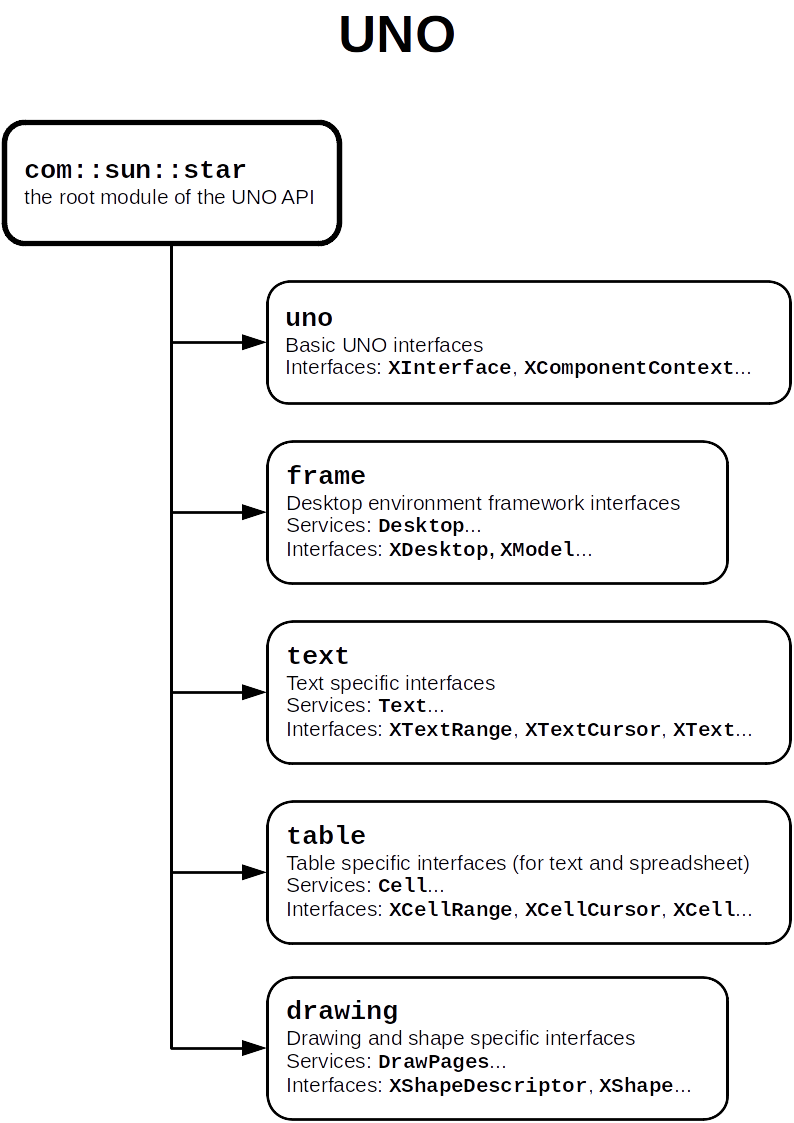
API UNO

Universal Network Objects (UNO) — це модель компонентів, що використовується в пакетах комп'ютерних програм OpenOffice.org та LibreOffice . Він базується на інтерфейсі та розроблений для забезпечення сумісності між різними мовами програмування, об'єктними моделями та архітектурами машин на одній машині, в LAN або через Інтернет.
Користувачі можуть реалізовувати або отримувати доступ до компонентів UNO з будь-якої мови програмування, для якої існує прив'язка мови . Повні прив'язки мови UNO існують для C++ (залежно від компілятора), Java, Object REXX, Python та Tcl . Прив'язки, що дозволяють доступ до компонентів, але не запис, існують для StarOffice Basic, OLE Automation та . NET- інфраструктура спільної мови . Зокрема, цей API використовується макросами.
Універсальні мережеві об'єкти працюють у середовищі виконання UNO (URE). 
Версія UNO для Apache OpenOffice випущена за умовами ліцензії Apache (версія 2) як безкоштовне програмне забезпечення з відкритим вихідним кодом .

## UNO для виклику функцій
Приклади: зовнішня програма може експортувати ODT- файл як PDF- файл або імпортувати та конвертувати DOCX, викликаючи LibreOffice через інтерфейс UNO. Інша зовнішня програма може отримати доступ до комірки та формул з файлу LibreOffice Calc.
Приклади застосування: Docvert,  JODConverter,  unoConv . 

## UNO для доповнень
Програмісти можуть писати та інтегрувати власні компоненти UNO в OpenOffice/LibreOffice. Ці компоненти можна додавати до меню та панелей інструментів LibreOffice; вони називаються «Доповненнями».  Доповнення можуть розширити функціональність LibreOffice.
Інтеграцію нових компонентів підтримують деякі інструменти та сервіси. Три основні кроки такі: 
1. Зареєструйте нові компоненти в LibreOffice. Цього можна досягти за допомогою інструменту unopkg .
2. Інтегруйте нові компоненти як сервіси. Вам допоможуть сервіси ProtocolHandler та JobDispatch.
3. Змініть інтерфейс користувача (меню або панелі інструментів). Це можна зробити майже автоматично, написавши текстовий XML-файл, який описує зміни.

Приклад застосування: jOpenDocument . 

## Зовнішні посилання
Apache OpenOffice
- Сторінка проекту UNO Development Kit
- Огляд та технічні деталі
- Огляд-резюме Java
- Комплект розробки програмного забезпечення OpenOffice.org
- Інструментарій ODF: кроки переходу
- Посібник розробника

LibreOffice
- див. unoexe та unopkg
- Усередині LibreOffice: Універсальні мережеві об'єкти

Лінгви франка (нативні для Java та Python)
- ООН для Об'єкта REXX
- UNO для PHP (написано на C++). [Архівовано 4 March 2016 у Wayback Machine.]
- UNO для FreePascal/Delphi (Можливо, залишився без підтримки)